# Europske godine
Europske godine predstavljaju inicijativu Europske unije (EU) koja se svake godine fokusira na različite teme od posebnog značaja za države članice i njihove građane. Cilj ove inicijative je podizanje svijesti, promicanje rasprava i postizanje konkretnih akcija u vezi s odabranom temom. Prva Europska godina proglašena je 1983. godine i od tada se svake godine obilježava nova tema.

## Godine
| Godina | Tema                                                              | Izvor  |
| ------ | ----------------------------------------------------------------- | ------ |
| 2024.  | Europska godina vještina                                          | [ 1 ]  |
| 2023.  | Europska godina vještina                                          | [ 1 ]  |
| 2022.  | Europska godina mladih                                            | [ 2 ]  |
| 2021.  | Europska godina željeznice                                        | [ 3 ]  |
| 2018.  | Europska godina kulturne baštine                                  | [ 4 ]  |
| 2017.  | europska godina nije bila određena                                |        |
| 2016.  | europska godina nije bila određena                                |        |
| 2015.  | Europska godina za razvoj                                         | [ 5 ]  |
| 2014.  | Europska godina građana                                           | [ 6 ]  |
| 2013.  | Europska godina građana                                           | [ 6 ]  |
| 2012.  | Europska godina aktivnog starenja                                 | [ 7 ]  |
| 2011.  | Europska godina volontiranja                                      | [ 8 ]  |
| 2010.  | Europska godina borbe protiv siromaštva i socijalne isključenosti |        |
| 2009.  | Europska godina kreativnosti i inovacija                          | [ 9 ]  |
| 2008.  | Europska godina međukulturnog dijaloga                            | [ 10 ] |
| 2007.  | Europska godina jednakih mogućnosti za sve                        | [ 11 ] |
| 2006.  | Europska godina mobilnosti radnika                                | [ 12 ] |
| 2005.  | Europska godina građanstva kroz obrazovanje                       |        |
| 2004.  | Europska godina obrazovanja putem sporta                          | [ 13 ] |
| 2003.  | Europska godina osoba s invaliditetom                             | [ 14 ] |
| 2002.  | europska godina nije bila određena                                |        |
| 2001.  | Europska godina jezika                                            | [ 15 ] |
| 2000.  | europska godina nije bila određena                                |        |
| 1999.  | Europska godina borbe protiv nasilja nad ženama                   |        |
| 1998.  | Europska godina lokalne i regionalne demokracije                  |        |
| 1997.  | Europska godina borbe protiv rasizma i ksenofobije                | [ 16 ] |
| 1996.  | Europska godina cjeloživotnog učenja                              | [ 17 ] |
| 1995.  | Europska godina sigurnosti cestovnog prometa i mladih vozača      | [ 18 ] |
| 1994.  | Europska godina prehrane i zdravlja                               |        |
| 1993.  | Europska godina starijih osoba i međugeneracijske solidarnosti    |        |
| 1992.  | Europska godina sigurnosti, higijene i zaštite zdravlja na radu   |        |
| 1991.  | europska godina nije bila određena                                |        |
| 1990.  | Europska godina turizma                                           |        |
| 1989.  | Europska godina informiranosti o raku                             |        |
| 1988.  | Europska godina kina i televizije                                 |        |
| 1987.  | Europska godina okoliša                                           |        |
| 1986.  | Europska godina sigurnost prometa na cestama                      |        |
| 1985.  | Europska godina glazbe                                            |        |
| 1984.  | Europska godina mobilnosti zaposlenika                            |        |
| 1983.  | Europska godina malih i srednjih poduzeća i zanata                |        |

## Vanjske poveznice
- Europske godine europa.eu
- Arhivirana stranica Europske godine – europa.eu